# Conny Rudhof
Konrad „Conny“ Rudhof (* 19. Juni 1934 in Mainz-Kostheim; † 2. Dezember 1984 in Mainz) war ein deutscher Berufsboxer, der deutscher Meister sowie Europameister war.

## Laufbahn
Rudhofs Profikarriere dauerte von 1957 bis 1968. Im Dezember 1958 boxte er in seinem 13. Profikampf gegen den erfahrenen Italiener und späteren zweifachen Weltmeister Duilio Loi, der zu diesem Zeitpunkt schon mehr als einhundert Profikämpfe bestritten hatte. Rudhof verlor den Kampf in Turin über zehn Runden nach Punkten.
Am 29. August 1959 wurde er mit einem K.o. in der neunten Runde gegen Rudi Langer deutscher Meister im Leichtgewicht und verteidigte den Titel bis 1962 fünf Mal, unter anderem zwei Mal gegen Harry Kurschat und Langer. 1963 gewann Conny Rudhof auch die deutsche Meisterschaft im Weltergewicht.
Die Europameisterschaft im Leichtgewicht gewann Rudhof am 29. September 1963 durch einen Punktsieg gegen den Italiener Giordano Campari, verlor den EM-Titel allerdings schon in der ersten Titelverteidigung am 14. Februar 1964 in Helsinki an den Finnen Olli Mäki. Eine weitere Begegnung mit Mäki im Mai 1965 in Berlin endete unentschieden. Ab 1967 boxte Rudhof im Halbweltergewicht. Am 1. Februar 1967 kämpfte er in Frankfurt am Main um die Europameisterschaft in dieser Gewichtsklasse, sein Gegner war erneut der Finne Olli Mäki, gegen den er im dritten Duell nun erstmals gewinnen konnte. Doch auch diesen EM-Titel hielt er nur für wenige Monate, wiederum in der ersten Titelverteidigung unterlag er dem Österreicher Hans Orsolics.
Am 22. November 1984 brach Rudhof in seiner Wohnung bewusstlos zusammen, nachdem er über heftige Kopfschmerzen klagte. Trotz Reanimationsversuche des Notarztes erwachte Rudhof nicht mehr aus dem Koma. Er verstarb am 2. Dezember 1984 in der Intensivstation der Universitätsklinik Mainz.